# ヴィリニュス大学シャウレイ・アカデミー

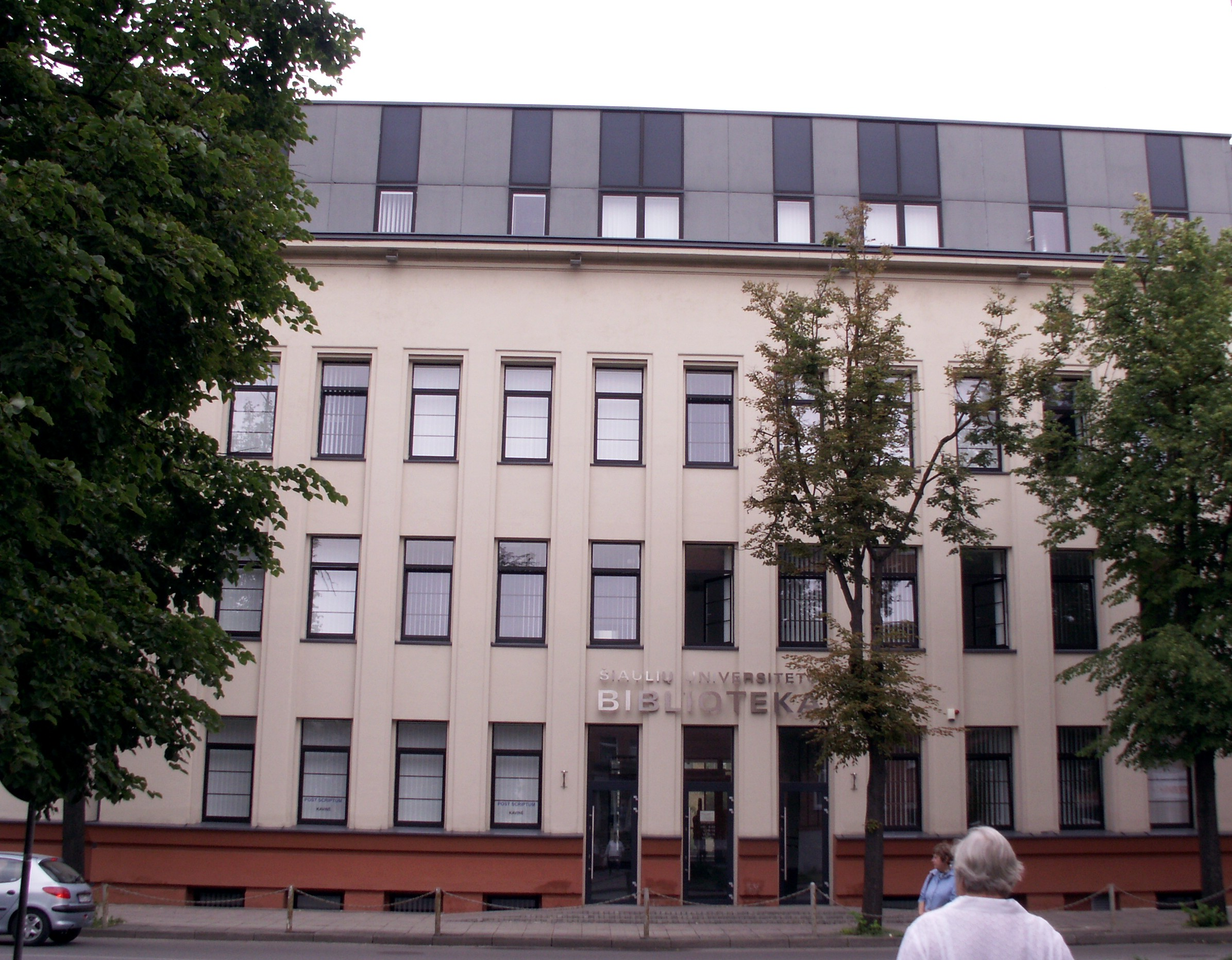
シャウレイ・アカデミー情報センター

ヴィリニュス大学シャウレイ・アカデミー（リトアニア語: Vilniaus universiteto Šiaulių akademija、略称: VU ŠA）は、リトアニアのシャウレイにあるヴィリニュス大学のアカデミーである。1997年に設立されたシャウレイ大学（リトアニア語: Šiaulių universitetas、略称: ŠU）がヴィリニュス大学に併合される形で改組された。

## 歴史

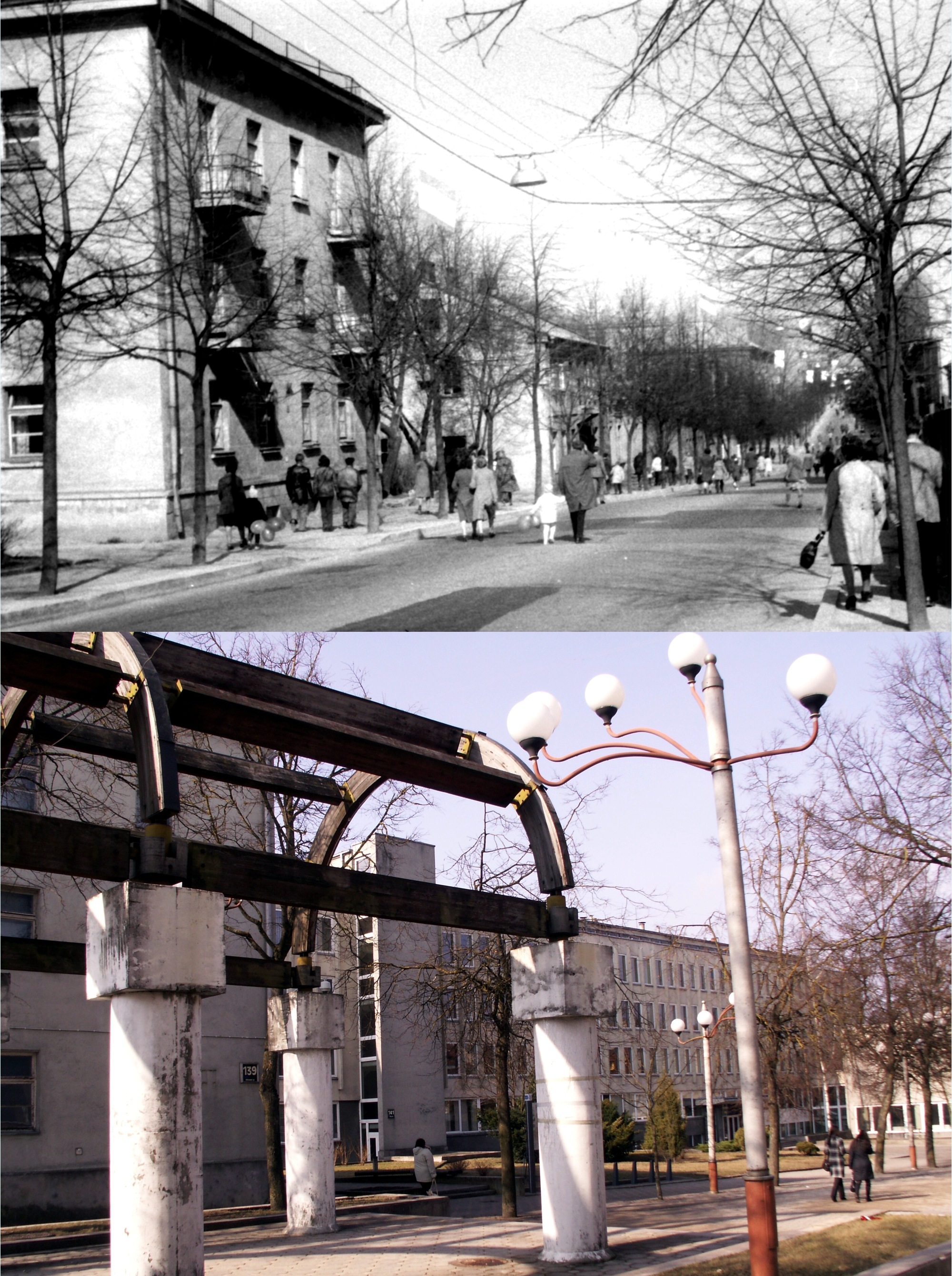
シャウレイ大学工学部（1970年と2010年）

1997年、シャウレイ教育学校とカウナス工科大学シャウレイ工芸学部が合併してシャウレイ大学が設立された。
2021年、ヴィリニュス大学に併合され、同大学のシャウレイ・アカデミーとなった。

## 学長・アカデミー長
シャウレイ教育大学
- 1975–1991年 – Vytautas Bendikas
- 1991–1997年 – Aloyzas Gudavičius

シャウレイ大学
- 1997–2007年 – Vincas Laurutis
- 2007–2012年 – Vidas Lauruška
- 2012–2018年 – Donatas Jurgaitis
- 2018–2020年 – Darius Šiaučiūnas

ヴィリニュス大学シャウレイ・アカデミー
- 2021年– – Renata Bilbokaitė